# Yvetot
Yvetot ist eine französische Gemeinde mit 11.548 Einwohnern (Stand 1. Januar 2022) im Département Seine-Maritime der Region Normandie. Die Gemeinde gehört zum Arrondissement Rouen und ist Verwaltungssitz des Gemeindeverbands Communauté de communes Yvetot Normandie. Das Bureau centralisateur des gleichnamigen Kantons befindet sich in der Gemeinde. Die Bewohner werden Yvetotais und Yvetotaises genannt.
Die Gemeinde erhielt 2022 die Auszeichnung „Drei Blumen“, die vom Conseil national des villes et villages fleuris (CNVVF) im Rahmen des jährlichen Wettbewerbs der blumengeschmückten Städte und Dörfer verliehen wird.

## Geografie
Yvetot liegt westlich des Zentrums des Départements, inmitten der Landschaft Pays de Caux, etwa 31 Kilometer nordwestlich von Rouen. Die Nachbargemeinden von Yvetot sind Baons-le-Comte im Norden, Sainte-Marie-des-Champs im Nordosten, Écalles-Alix im Osten, Saint-Clair-sur-les-Monts im Südosten, Touffreville-la-Corbeline im Süden, Auzebosc im Südwesten und Valliquerville im Westen.
Der Ort besitzt einen Bahnhof an der Bahnlinie Paris-Le Havre. Paris ist mit dem Schnellzug in gut 1½ Stunden zu erreichen. Nördlich von Yvetot verläuft die A29. Von ihr zweigt die A150 ab, die nach Rouen führt.

## Geschichte
Die Gründung des Ortes geht vermutlich auf die Zeit der Völkerwanderung zurück. Der Name des Ortes ist vielleicht dem des Dorfs Ivetofta in der südschwedischen Region Schonen nachempfunden. Im Jahr 558 wurde Yvetot von König Chlothar I. zum Königreich Yvetot erhoben. Laut der Legende war es zuvor zu einem Konflikt zwischen dem König und einem Kammerherrn aus Yvetot gekommen. Da Clothar diesen in einer Kapelle ermordete, erhob er Yvetot im Gegenzug zum Königreich. Dies erbrachte dem Ort zahlreiche Begünstigungen. Bis zur Französischen Revolution behielt Yvetot diesen Status, später in der Rolle eines Fürstentums.
Am 18. November 1789 wurden die Privilegien der höheren Klassen offiziell abgeschafft. Nach der Revolution war Yvetot bis 1926 eine Unterpräfektur. Im Laufe der Jahrhunderte wurde Yvetot mehrmals von Bränden heimgesucht. Ab dem 18. Jahrhundert entstand eine bedeutende Textilindustrie. Damals waren rund 4000 Menschen als Weber beschäftigt. Schon im 19. Jahrhundert begann jedoch der langsame Niedergang dieses Industriezweigs. Ersetzt wurde er durch den Buchdruck, der zeitgleich an Bedeutung gewann. 1847 wurde die Stadt an das Eisenbahnnetz angeschlossen.
Im 20. Jahrhundert kam die Nähindustrie auf, die in den 1990er-Jahren allerdings eine Krise durchlebte. Als Folge des Zweiten Weltkriegs wurde Yvetot im Jahr 1940 großenteils zerstört.
| Jahr      | 1962 | 1968 | 1975   | 1982   | 1990   | 1999   | 2008   | 2017   |
| Einwohner | 7932 | 9510 | 10.433 | 10.605 | 10.807 | 10.770 | 11.596 | 11.859 |

Bereits im Jahr 1793 hatte Yvetot 9800 Einwohner und war damit eine bedeutende Stadt. Danach fielen die Bevölkerungszahlen kontinuierlich, erst seit Mitte des 20. Jahrhunderts steigt die Zahl der Bewohner wieder an.

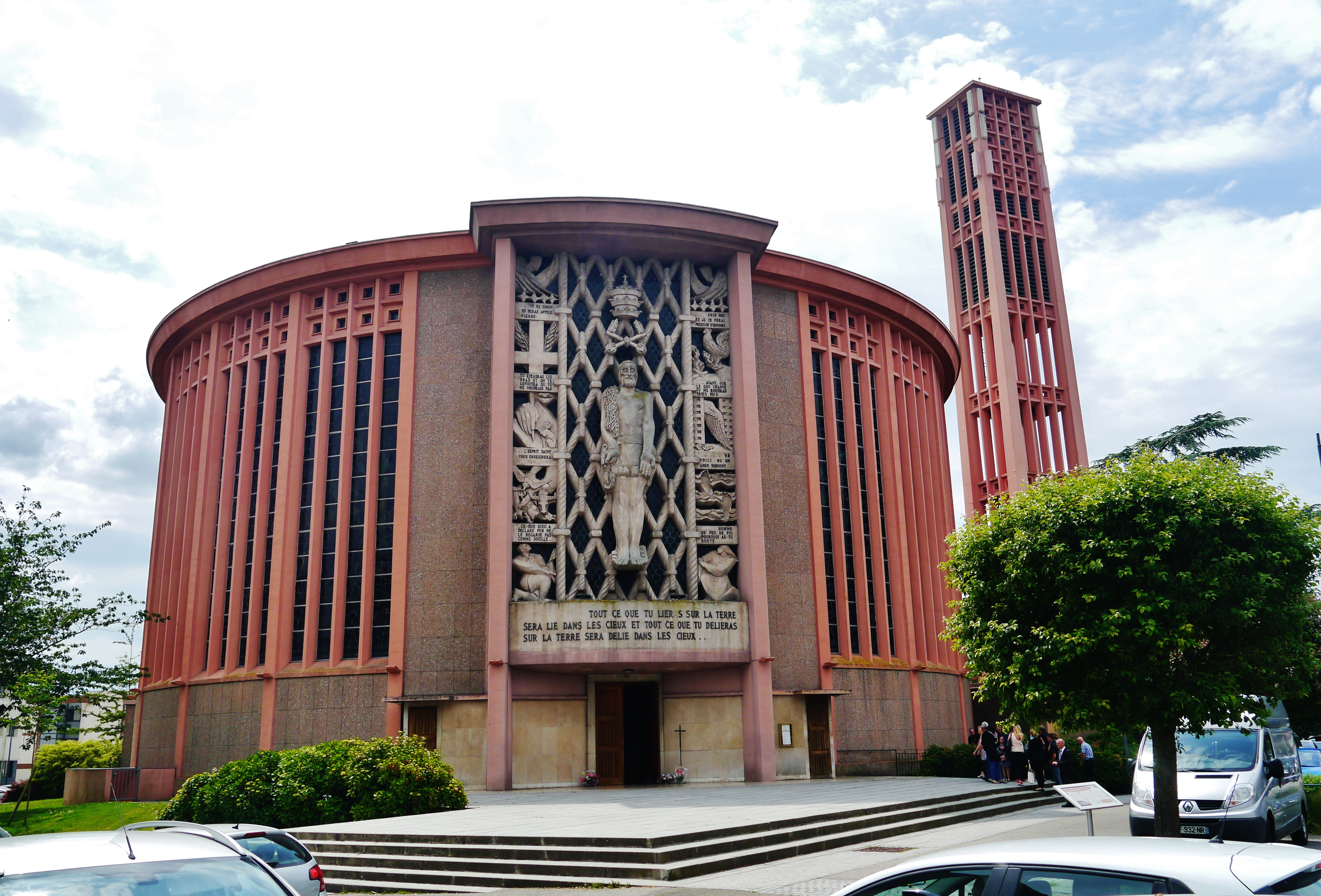
Kirche St. Pierre

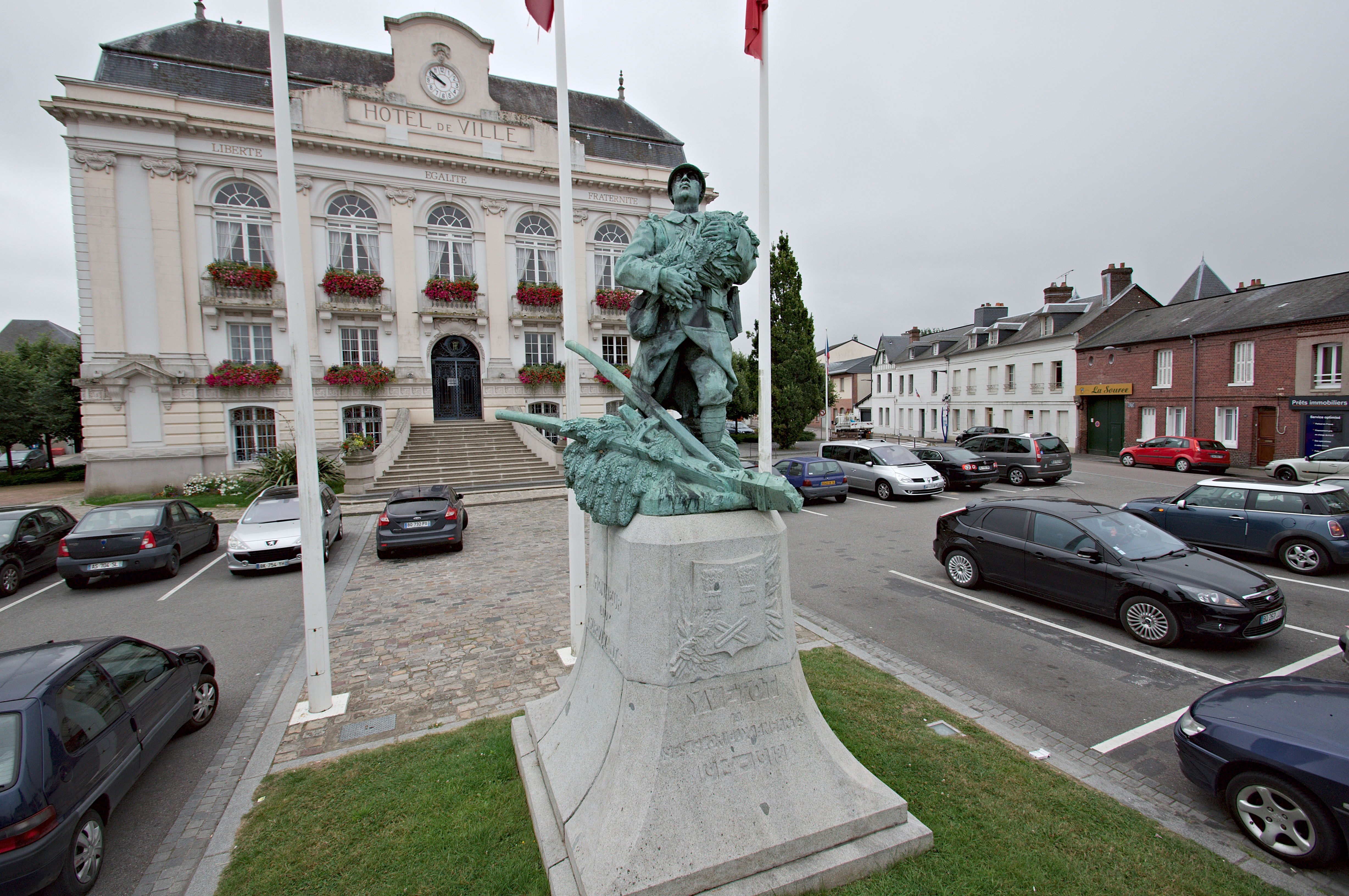
Rathaus und Gefallenendenkmal

## Sehenswürdigkeiten
Die Kirche Saint-Pierre in Yvetot wurde 1956 geweiht. Sie ersetzte damit die alte Kirche aus dem 19. Jahrhundert, die im Verlauf des Zweiten Weltkriegs zerstört wurde. Der Durchmesser der Rundkirche beträgt 40 Meter, ihre Höhe 20 Meter. Daneben steht frei ein Glockenturm (Campanile). Besonders sehenswert ist die Kirche wegen der Bleiglasfenster des Künstlers Max Ingrand. Sie verlaufen um das ganze Kirchenrund und nehmen etwa zwei Drittel der Wandhöhe ein. Die Fläche der Verglasung ist über 1.000 Quadratmeter groß und damit die größte zusammenhängende Bleiverglasung in Europa. Die Kirche ist seit 2001 als Monument historique eingeschrieben.
Das 1613 entstandene Manoir du Fay, bei dem es sich um ein altes Herrenhaus handelt, ist seit 1994 in Teilen als Monument historique eingeschrieben, seit 1996 restliche Teile klassifiziert. Der dazugehörige Park ist öffentlich zugänglich. Im Jahr 2001 öffnete das lokale Elfenbeinmuseum. Die ausgestellten Werke entstammen einer ursprünglich privaten Sammlung, die seit 1929 in Gemeindebesitz ist. Nach Louis Féron, der die Sammlung der Gemeinde stiftete, ist ein Platz in der Ortsmitte benannt. Dort befindet sich der Brunnen Saint-Louis. Dieser entstand um das Jahr 1892.
Das Denkmal für die Gefallenen im Ersten Weltkrieg auf dem Platz vor dem Bürgermeisteramt ist seit 2022 als Monument historique eingeschrieben.

## Städtepartnerschaften
Partnerstädte von Yvetot sind
- Hemmingen, Deutschland, seit 1967
- Lanark, Vereinigtes Königreich, seit 1975
- Kyjov, Tschechien, seit 1998
- Murowana Goślina, Polen, seit 2010

Seit 2007 besteht eine Entwicklungspartnerschaft mit der Landstadt Bourzanga in Burkina Faso.

## Persönlichkeiten
- Alexis Hanquinquant (* 1985), Paratriathlet